# Liste des lieux de culte du Nord-du-Québec
La liste des lieux de culte du Nord-du-Québec liste l'ensemble des lieux de culte situés dans la région administrative du Nord-du-Québec au Québec. La grande majorité de ceux-ci sont de dénomination catholique, mais la liste inclut également des lieux de culte protestants, surtout dans les municipalités où il y a une population d'origine anglophone.
Notez que cette liste ne comprend que les lieux de culte érigés avant 1975.

## Liste

### Lieux de culte chrétiens

#### Lieux de culte catholiques
| Lieu de culte                              | Illustration | Municipalité             | Adresse                 | Coordonnées | Année de construction | Lien dans l'ILCQ | Notes |
| ------------------------------------------ | ------------ | ------------------------ | ----------------------- | ----------- | --------------------- | ---------------- | ----- |
| Église dite chapelle Marie-Reine-des-Cœurs |              | Puvirnituq               |                         |             | 1965                  | 18830            |       |
| Église dite chapelle Saint-André           |              | Whapmagoostui            | Avenue Makivik          |             | 1960                  | 30298            |       |
| Église Mission Saint-Joseph                |              | Chisasibi                |                         |             | 1929-1950             | 22275            |       |
| Église Notre-Dame-de-Lourdes               |              | Chapais                  | 22, 2e Avenue           |             | 1958-1959             | 22193            |       |
| Église Reine-du-Rosaire                    |              | Chibougamau              | 200, rue des Oblats     |             | 1964-1965             | 22215            |       |
| Église Sacré-Cœur                          |              | Matagami                 | 155, boulevard Matagami |             | 1968-1969             | 22235            |       |
| Église Saint-Camille                       |              | Eeyou Istchee Baie-James | 3845, rue de l'Église   |             | 1948-1949             | 20729            |       |
| Église Saint-Joachim                       |              | Eeyou Istchee Baie-James | 2725, boulevard McDuff  |             | 1940-1948             | 20670            |       |

### Lieux de culte protestants
| Lieu de culte                 | Illustration | Municipalité  | Adresse            | Coordonnées | Année de construction | Lien dans l'ILCQ | Notes |
| ----------------------------- | ------------ | ------------- | ------------------ | ----------- | --------------------- | ---------------- | ----- |
| Église Church of the Epiphany |              | Kangiqsujuaq  | 39, rue Sakiagak   |             | 1962                  | 30417            |       |
| Église Holy Trinity           |              | Kangirsuk     | 53, rue Qurviluk   |             | 1972-1973             | 30386            |       |
| Église Saint Edmond           |              | Whapmagoostui | Avenue Sikkitaq    |             | 1879                  | 30307            |       |
| Église Saint Edmund           |              | Whapmagoostui | Avenue Sikkitaq    |             | 1962                  | 30323            |       |
| Église Saint James            |              | Salluit       |                    |             | 1974                  | 30338            |       |
| Église Saint Mark             |              | Eastmain      | Rue Shabow Meskino |             | 1970-1971             | 22255            |       |
| Église Saint Peter            |              | Waskaganish   |                    |             | 1952                  | 22245            |       |

### Autres lieux de culte
| Lieu de culte                     | Illustration | Municipalité | Adresse           | Coordonnées | Année de construction | Lien dans l'ILCQ | Notes |
| --------------------------------- | ------------ | ------------ | ----------------- | ----------- | --------------------- | ---------------- | ----- |
| Église Chapais Pentecostal        |              | Chapais      | 46, 1re Avenue    |             | 1968                  | 22165            |       |
| Église Évangélique de Chibougamau |              | Chibougamau  | 100, rue Jaculet  |             | 1955                  | 22204            |       |
| Église Pentecôte                  |              | Chibougamau  | 773, rue Laflamme |             | 1955-1956             | 22226            |       |